# Calayan (eiland)
Calayan is een van de grotere eilanden van de Babuyaneilanden ten noorden van het grootste Filipijnse eiland Luzon. Bestuurlijk gezien valt het eiland onder de provincie Cagayan en maakt deel uit van de gelijknamige gemeente Calayan.
Calayan ligt ongeveer 23 kilometer ten noordoosten van Dalupiri en ongeveer 47 kilometer ten noordwesten van Camiguin en heeft een maximale doorsnee van 13 kilometer van noord naar zuid en 19 kilometer van oost naar west.